# Род (божество)
Род — божество, упомянутое в церковнославянской обличительной литературе, направленной против язычников. Упоминается вместе с рожаницами. Первые работы, в которых исследуется образ бога Рода, относятся к XIX веку.

## Род в неоязычестве
На основе выводов Б. А. Рыбакова Род часто считается верховным богом славян или выступает в качестве одного из основных божеств в славянском неоязычестве. В отдельных течениях Род может быть верховным богом-покровителем. В большинстве славянских неоязыческих учений присутствует Бог-творец (Род, Сварог), иногда рассматриваемый как Единый и Неделимый и сотворивший мир (миры). Он родил богов-творцов Земли, мужское и женское начала (Сварога и Ладу), давших жизнь другим богам. Главным русским богом после Творца (Рода) считают Сварога (иногда отождествляемого с Родом, либо являющегося его сыном/отцом) — творца вселенной, Перуна — громовика, бога воинов или Даждьбога — солнечного бога.
Распространён пантеизм. Мир считается божественным, в нём сливаются боги и миры. Род считается богом, давшим начало миру и им являющимся. Род скорее безличен. Монотеизм рассматривается как упрощение традиции, тогда как «исконно арийское мышление» — как значительно более сложное, чем привнесённое христианское. Понятие о богах может заменяться на эзотерическое понятие о силах. Другие боги рассматриваются как эманации Рода, его лики и проявления в виде стихий и энергий, которые считаются личностными явлениями со своими сознанием и волей.
В объединении «Схорон еж словен» утверждается, что моральные правила и ценности устанавливаются через обожествление предков по мужской линии как бога Рода и предков по женской линии как богини Родины (Берегини). В календаре идеолога неоязычества Александра Белова (1998) на 24 сентября приходится праздник Рода и рожаниц. Лев Прозоров утверждал, что у древних славян было единобожие. Вслед за Б. А. Рыбаковым он считал, что таким единым богом был Род. Неоязыческий писатель Юрий Петухов считал, что «подлинное православие» сложилось на основе «арийского язычества» и не связано с иудаизмом. По его мнению, «предки-арийцы» поклонялись единому богу Роду, и поэтому христианство — «не чуждая вера, а родная, своя». В инглиизме Род Небесный и ещё несколько богов рассматриваются как предки людей.